# Eublemma porphyrina
Eublemma porphyrina is een vlinder van de familie van de spinneruilen (Erebidae). De wetenschappelijke naam van deze soort is voor het eerst voorgesteld als Anthophila porphyrina door Christian Friedrich Freyer in een publicatie uit 1844.
De soort komt voor in Roemenië, Oekraïne, Europees Rusland, Siberië, Turkmenistan en Mongolië.